# ورود آيام (مسرحية)
هي مسرحية تاريخية من تأليف دون تايلور عن الطاعون العظيم الذي اجتاح بريطانيا في 1665/66، تستند المسرحية إلى حد كبير على الأحداث التي وقعت في "قرية الطاعون" في إيام في ديربيشاير بين سبتمبر 1665 وديسمبر 1666، عُرضت مسرحية ورود آيام في عام 1970 كعرض عالمي الأول في مسرح نورثكوت في إكستر ديفون في 23 سبتمبر 1970.

## وصف المسرحية
تطلب سيناريو الدراما طاقمًا كبيرًا وكان واجباً أن يكون جميع الممثلين مستعدين لتعلم الكثير وتصوير العاطفة ببراعة تامة ومستمرة، تتناسب المسرحية بشكل أفضل مع الأجواء مثل الكنيسة النورماندية؛ حيث يمكن تأديتها كسلسة، صور تايلور بنفسه القصة للتلفزيون عام 1973.
كان The Roses of Eyam مخصصًا في الأصل للجمهور البالغ ولكنه أصبح جزءًا من مسرح الأطفال، تعد المسرحية الآن أيضًا نصًا دراسياً في العديد من المدارس البريطانية لطلاب الأدب الإنجليزي والدراما.

## الإنتاج التلفزيوني للمسرحية
تم بثه تلفزيونياً على قناة بي بي سي 2 في 12 يونيو 1973 وتم إنتاجه في استوديوهات بيبل ميل في بي بي سي، كما قام دون تايلور بنفسه بتعديل وتهيئ المسرح للتلفزيون وإخراجها.

## ملخص المسرحية
تبدأ المسرحية عندما يتلقى القس ويليام مومبسون وهو رجل الدين الإنجيلي المتعلم العائش على مال المحسنين له وعائلة سافيل. "رجل الملك" وهو يحل محل الحاكم السابق البروتستانتي توماس ستانلي الذي رفض الامتثال لقانون التوحيد لعام 1662 الذي يجعل استخدام الكتاب الإنجليزي للصلاة المشتركة أمرًا إلزاميًا.
يثبت الجزء الأول من المسرحية أن القرية لا تزال مقسمة بين المتعاطفين مع الحكم الملكي والمتعاطفين مع راوندهيد وفي هذه الأثناء يتسلم الخياط جورج فيكارز شحنة كبيرة من القماش من لندن، ما هي إلا ايام معدودة ويضرب الطاعون القرية.
تغلق العائلات على نفسها في منازلها خشية أن يؤدي الاتصال بالآخرين إلى الإصابة بالـعدوى، مع بداية الطقس البارد في الخريف تنخفض عدد الحالات لكنه يرتفع مرة أخرى عندما يأتي الطقس الدافئ في الربيع، بدأت الهجرة الجماعية من القرية لكن مومبيسون وستانلي وضعوا خلافاتهم جانبًا لإقناع السكان القرويين بالبقاء في مكانهم حتى انتهاء الطاعون. يتم تذكير السكان بأنهم إذا غادروا فلن يتم الترحيب بهم في أي مكان وسيموتون كمنبوذين ومتشردين آخذين معهم العديد من الأبرياء الآخرين، قرر القرويون طواعية عزل أنفسهم كما قُدم الطعام لهم من مأمور المقاطعة على الحجارة التي تشير إلى حدود الحجر الصحي، مع تطور المسرحية ينتقل الجمهور من موقع إلى آخر وتزداد حدة الأحداث مع إفراغ القرية.
يقوم بعض سكان القرية ببناء أكواخ في التلال أو العيش في الكهوف للابتعاد عن العدوى، تستمر الوفيات خلال الصيف ولم يتبق أي شخص لدفن الموتى ثم ينمو العشب في شوارع القرية، لدى كلا العمداء شكوك في أفعالهم ولكن في النهاية يتوقف الموت ويتعلم الناجون أنهم نجحوا في عدم حدوث حالات طاعون أخرى في المقاطعة.
يتم إدخال بعض الفكاهة من قبل الطفل اليتيم المجنون "بيدلام" الذي يغني ويرقص في أسوأ الأوقات ويوكيل العجوز والغاضبان أونوين وميريل.
تظهر كل جثة في مكياج أبيض شبحي حتى تشعر الجمهور بالحماسة في بعض النسخ الانتاجية الاخرى.